# Nœud d'arrêt de Ashley
Le nœud d'arrêt de Ashley est un nœud créé par l'américain Clifford W. Ashley en 1910 qui se caractérise par un trilobe (trèfle) bien équilibré en fin de corde.

## Historique
Ashley a développé ce nœud par sérendipité, en essayant de recopier un nœud utilisé par des ostréiculteurs. Quand il s'est approché de l'original, il s'est aperçu que ce dernier n'était en fait qu'un simple nœud en huit gonflé par l'humidité.

## Nouage
1. Réaliser un nœud coulant simple frappé sur le dormant
2. Continuer à tourner pour passer le courant dans l'arrière de la boucle

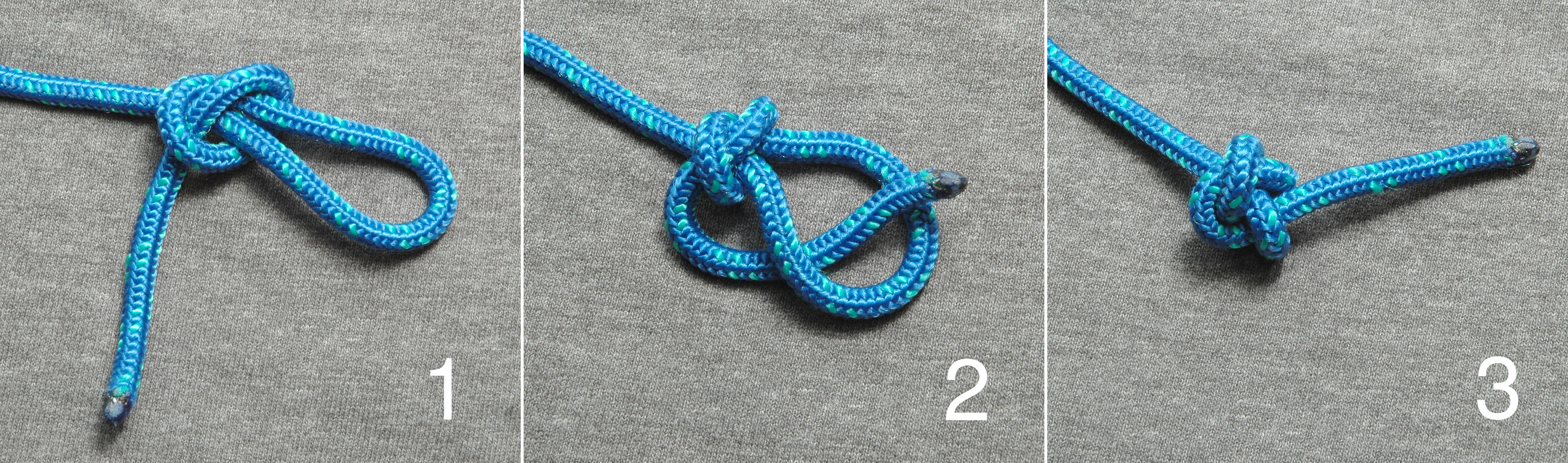

3. Serrer

## Intérêt
- Son excellente assise en fait un bon bouton.
- Le nœud se défait facilement après mise en charge, en repoussant le dormant à l'intérieur du nœud.